# Psilocybe
Os Psilocybe constituem um gênero de cogumelos psicodélicos de abrangência mundial.

## Algumas espécies do gênero
- Psilocybe azurescens
- Psilocybe cyanescens
- Psilocybe cubensis
- Psilocybe hispanica
- Psilocybe ingeli[2]
- Psilocybe maluti[2]
- Psilocybe makarorae
- Psilocybe meridionalis
- Psilocybe mexicana
- Psilocybe ovoideocystidiata
- Psilocybe semilanceata
- Psilocybe tampanensis
- Psilocybe galindoi

Estas são somente algumas das espécies do gênero Psilocybe, sendo as mais conhecidas dentre as cerca de 378 distribuídas mundialmente.